# Szemu’el Szoresz
Szemu’el Szoresz (hebr.: שמואל שורש, ang.: Shmuel Shoresh, ur. 11 listopada 1913 w Równem, zm. 13 listopada 1981) – izraelski polityk, w latach 1955–1969 poseł do Knesetu z list Mapai i Koalicji Pracy.
W wyborach parlamentarnych w 1955 po raz pierwszy dostał się do izraelskiego parlamentu. Zasiadał w Knesetach III, IV, V i VI kadencji.